# Mát tễ dài
Mát tễ dài (danh pháp khoa học: Padbruggea filipes) là một loài thực vật có hoa trong họ Đậu. Loài này được Stephen Troyte Dunn mô tả khoa học đầu tiên năm 1911 dưới danh pháp Adinobotrys filipes. Năm 1928, William Grant Craib chuyển nó sang chi Padbruggea. Năm 1984, Robert Geesink chuyển nó sang chi Afgekia với danh pháp Afgekia filipes. Năm 2019, Compton et al. phục hồi lại chi Padbruggea và chuyển nó trở lại chi này.
Tên gọi trong tiếng Trung là 猪腰豆 (trư yêu đậu), nghĩa đen là đậu eo lợn.

## Mô tả
Cây bụi, leo bám. Vỏ cây màu vàng, nứt dọc. Thân tới 20 m, thon búp măng, có lông lụa và lông cứng màu đỏ tươi khi non, trở thành nhẵn nhụi khi già. Lá kèm hình tam giác hẹp, ~6 mm. Lá (13-)17- hoặc 19-lá chét; trục cuống lá 25–35 cm, gồm cả cuống lá 5–8 cm; lá kèm con hình chỉ, có phấn xám; cuống con 3–4 mm; phiến lá chét thuôn dài, 6-10 × 2-3,5 cm, dạng giấy hay da, hai mặt có lông tơ trắng bạc nhưng sau nhẵn nhụi hoặc mặt xa trục rậm lông cứng màu nâu sáng và mặt gần trục thô nhám, gân thứ cấp 7-9 ở mỗi bên gân giữa, đáy thuôn tròn và bất đối xứng. Chùy hoa mọc ở thân, thô nhám với vảy hoặc lá bắc rụng; lá bắc ~2 cm, dạng màng, lông lụa. Cuống hoa ~2 cm. Hoa ~2,5 cm. Đài hoa hình chén, với các thể dạng lông, cặp răng gần trục hợp sinh. Tràng hoa màu tím hoa cà, mặt xa trục có lông tơ nhỏ. Quả đậu hình con suốt, ~17 × 9 cm, có lông nhung, không nứt, treo lâu dài trên thân cây. Hạt 1 mỗi quả, màu nâu sẫm, hình thận, ~8 × 4,5 cm, nhẵn, bóng; rốn hạt 3,5–4 cm. Ra hoa tháng 7-8, tạo quả tháng 9-11.

## Phân bố
Các bụi cây thưa, bìa rừng lá rộng thường xanh; cao độ 200-1.300 m. Có tại Lào, Myanmar, Thái Lan, Trung Quốc (Quảng Tây, nam Vân Nam) và Việt Nam.

## Hình ảnh

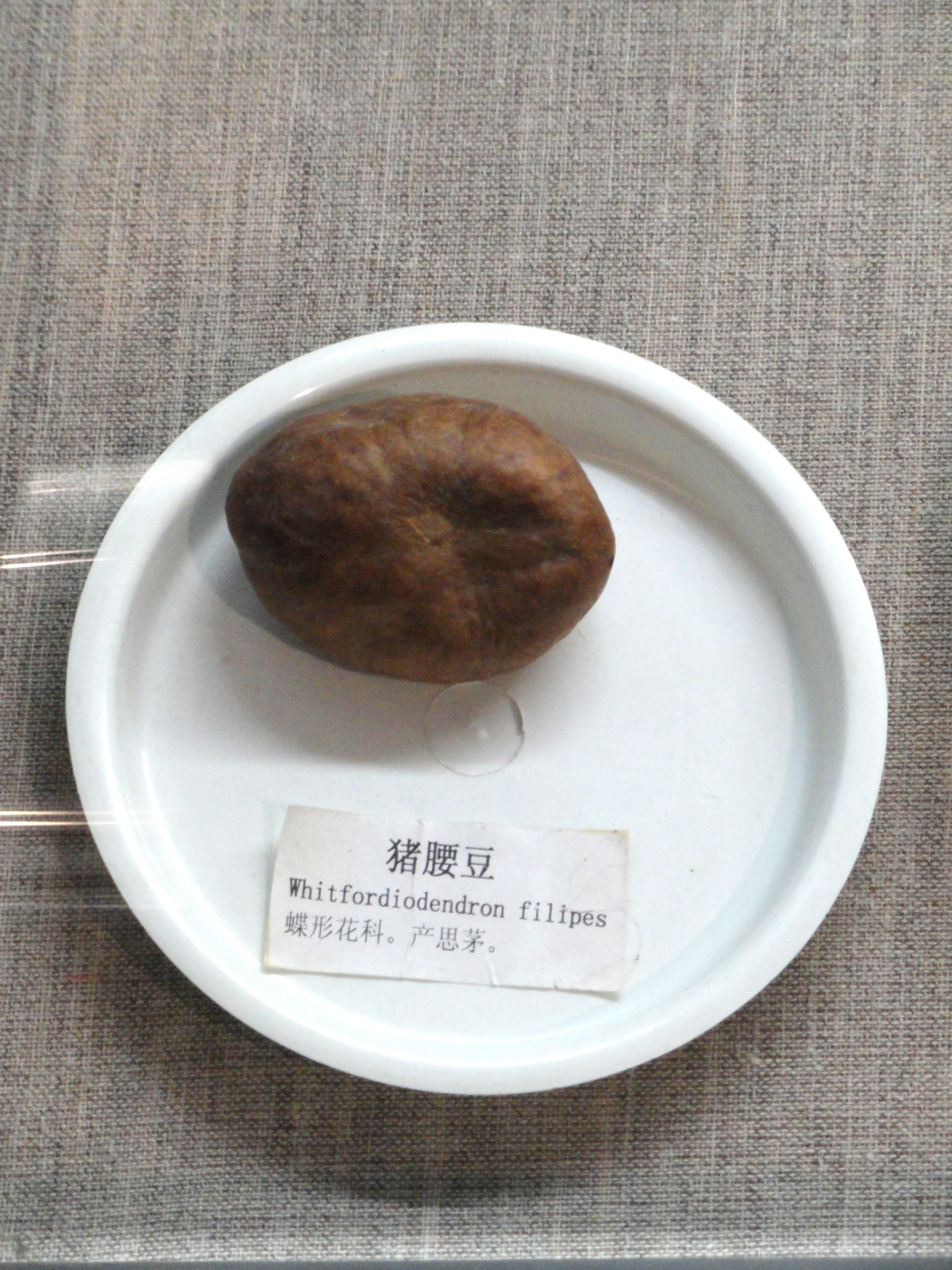